# Gennaro Gattuso
Gennaro Gattuso (Corigliano Calabro, 1978. január 9. –) világbajnok és kétszeres Bajnokok Ligája-győztes olasz labdarúgó, az olasz labdarúgó-válogatott szövetségi kapitánya.
Megfordult edzőként a Sion és a Palermo, az ÓFI Kréta, és az AC Pisa csapatában. 2017-ben visszatért az AC Milanhoz, ahol először a primavera csapat vezetője, majd a felnőtt keret vezetőedzője lett.

## Pályafutása

### Klubcsapatban
Mindössze 12 éves volt, amikor elköltözött egy perugiai fociiskolába. Ekkor figyeltek fel rá a Perugia megfigyelői és már 14 éves korában a felnőtt csapattal edzhetett. Ennek ellenére "csak" 18 éves korában játszhatta első mérkőzését. A következő szezonban 8 meccsen játszott, és Perugia ifi csapatával országos bajnok lett. Mivel Cosmi, a Perugia elnöke nem akart neki rendes fizetést adni, Gattuso a skót Rangershez szerződött.
Eleinte kirobbanthatatlan volt a kezdőből, de egy edzőcsere következtében kikerült a legjobb tizenegyből és klubja eladta a Salernitánának. Az olasz csapatban nagyszerűen játszott, olyannyira, hogy vissza sem tért Skóciába. Bár voltak angol ajánlatai és majdnem a Roma is lecsapott rá, ő az AC Milanhoz szerződött (Milan-drukker és Rivera-rajongó apja hatására).
A Milanban egyből kezdőként számoltak vele, és ő nem is okozott csalódást. Harcos játékának is köszönhetően a Milan a 2002/2003-as szezonban megnyerte a Bajnokok Ligáját és az Olasz Kupát, a következő idényben pedig a bajnokságot.
Ettől kezdve profi pályafutása végéig szinte nélkülözhetetlen tagja volt a Milan középpályájának.

### A válogatottban
18 éves korában tagja volt az olasz utánpótlás válogatottnak. 2000-ben a válogatottban is bemutatkozhatott a svédek ellen. Részt vett a 2002-es Világbajnokságon és részese volt az ifi Eb-győzelemnek is. Legemlékezetesebb válogatottbeli találata Puhl Sándor búcsúmeccsén, az angoloknak lőtt gólja. Jelen volt a 2006-os világbajnokságon is.

### Edzőként
2013. február 25-én a Sion új vezetőedzője lett, miután Victor Munozt kirúgták a FC Thun elleni 4-0-ra elvesztett mérkőzést követően. A 2012-2013-as szezonban Gattuso lett a klub ötödik menedzsere. Február 27-én a kupában mutatkozott be az FC Lausanne-Sport ellen 2-0-ra megnyert mérkőzésen. Május 13-án menesztették a klubtól, mint menedzser miután a St. Gallen ellen 5-0-ra kikapott a csapat.
2015. augusztus 20-án az AC Pisa edzője lett, akiket feljuttatott a szezon végén a másodosztályba miután összesítésben 5–3-ra megnyerte csapatával a Foggia Calcio elleni osztályozót. 2016. július 31-én "súlyos, állandó és elfogadhatatlan" problémákra hivatkozva elhagyta a Pisát, majd döntését megváltoztatva mégis maradt a csapat élén.
2017-től az AC Milan edzői stábjának tagja, ahol először a Primavera-csapatot irányította, majd Vincenzo Montella távozását követően ő lett az első csapat vezetőedzője.
2018 áprilisában új szerződést írt alá és ami 2021-ig szólt. 2018. december 28-án megerősítették az edzői posztján, ezt a milánói klub sportigazgatója Leonardo jelentette be, aki korábban már irányította a vörös-fekete együttest, állítólag ő is a jelöltek között volt, de kijelentette, nem szeretne többet edzősködni.
2019. december 11-én az SSC Napoli hivatalosan jelentette be, hogy Gattuso váltotta a kispadon Carlo Ancelottit. 2020. június 13-án az Internazionale ellen továbbjutott a kupában a döntőbe. A Juventus elleni döntő mérkőzés rendes játékidőben 0–0 lett, majd tizenegyesekkel 4–2-re megnyerték a kupát. 2021. május 23-án menesztették a Verona elleni döntetlen után, miután nem sikerült kvalifikálniuk magukat az UEFA-bajnokok ligáját érő bajnoki helyezés valamelyikére sem.
2021. május 25-én bejelentették, hogy a következő szezonban a Fiorentina edzője lesz, azonban mivel közte és a klub vezetősége között ellentétek alakultak ki az átigazolásokat illetően, június közepén távozott a csapattól. 2022. június 9-én jelentették be, hogy a spanyol Valencia csapatával kétéves szerződést írt alá. Claudio Ranieri és Cesare Prandelli után ő lett a klub harmadik olasz vezetőedzője. 2023. január 30-án a klubbal közös megegyezéssel szerződést bontott. Szeptember 27-én a francia Olympique de Marseille csapatához írt alá. 2024. február 19-én menesztették.

## Családja
Feleségét, Monicát akkor ismerte meg, mikor a Rangers-ben játszott. Van egy lánya Gabriella, és egy fia Francesco.

## Sikerei, díjai

### Játékosként
Klub 

Perugia Youth
- Giacinto Facchetti Trófea:1995–96

Milan
- Serie A: 2003–2004, 2010–2011
- Coppa Italia: 2002–2003
- Supercoppa Italiana: 2004, 2011
- UEFA-bajnokok ligája: 2003, 2007
- UEFA-szuperkupa: 2003, 2007
- FIFA-klubvilágbajnokság: 2007

Válogatott
- Világbajnokság : 2006
- U21-es labdarúgó-Európa-bajnokság 2000

Egyéni
- Világbajnokság All-Star csapat tagja 2006
- Premio Nazionale Carriera Esemplare "Gaetano Scirea":2012
- FIFA FIFPro World XI:2005 (Jelölt) , 2006, 2007, 2008
- AC Milan Hall of Fame

### Edzőként
- Napoli
  - Coppa Italia: 2019-20

## Játékos statisztikái

### Klubokban
| Szezon           | Klub             | Bajnokság        | Liga          | Liga | Kupa               | Kupa               | Európai       | Európai | egyéb         | egyéb  | Összesen      | Összesen |
| Szezon           | Klub             | Bajnokság        | Pályára lépés | Gól  | Pályára lépés      | Gól                | Pályára lépés | Gól     | Pályára lépés | Gól    | Pályára lépés | Gól      |
| Olaszország      | Olaszország      | Olaszország      | Liga          | Liga | Coppa Italia       | Coppa Italia       | Európai       | Európai | egyéb         | egyéb  | Összesen      | Összesen |
| ---------------- | ---------------- | ---------------- | ------------- | ---- | ------------------ | ------------------ | ------------- | ------- | ------------- | ------ | ------------- | -------- |
| 1995–96          | Perugia          | Serie B          | 2             | 0    | 0                  | 0                  | –             | –       | –             | –      | 2             | 0        |
| 1996–97          | Perugia          | Serie A          | 8             | 0    | 0                  | 0                  | –             | –       | –             | –      | 8             | 0        |
| Skócia           | Skócia           | Skócia           | Liga          | Liga | Skót labdarúgókupa | Skót labdarúgókupa | Európai       | Európai | Lg Cup        | Lg Cup | Összesen      | Összesen |
| 1997–98          | Rangers          | Premier Division | 29            | 3    | 6                  | 0                  | 2             | 1       | 3             | 0      | 40            | 4        |
| 1998–99          | Rangers          | Premier League   | 5             | 0    | 0                  | 0                  | 5             | 1       | 1             | 0      | 11            | 1        |
| Olaszország      | Olaszország      | Olaszország      | Liga          | Liga | Coppa Italia       | Coppa Italia       | Európai       | Európai | egyéb         | egyéb  | Összesen      | Összesen |
| 1998–99          | Salernitana      | Serie A          | 25            | 0    | 0                  | 0                  | –             | –       | –             | –      | 25            | 0        |
| 1999–2000        | Milan            | Serie A          | 22            | 1    | 1                  | 0                  | 5             | 0       | –             | –      | 28            | 1        |
| 2000–01          | Milan            | Serie A          | 24            | 0    | 2                  | 0                  | 10            | 0       | –             | –      | 36            | 0        |
| 2001–02          | Milan            | Serie A          | 32            | 0    | 5                  | 0                  | 10            | 0       | –             | –      | 47            | 0        |
| 2002–03          | Milan            | Serie A          | 25            | 0    | 3                  | 0                  | 14            | 0       | –             | –      | 42            | 0        |
| 2003–04          | Milan            | Serie A          | 33            | 1    | 2                  | 0                  | 7             | 1       | 3             | 0      | 45            | 2        |
| 2004–05          | Milan            | Serie A          | 32            | 0    | 2                  | 0                  | 11            | 0       | 1             | 0      | 46            | 0        |
| 2005–06          | Milan            | Serie A          | 35            | 3    | 3                  | 0                  | 11            | 0       | –             | –      | 49            | 3        |
| 2006–07          | Milan            | Serie A          | 30            | 1    | 4                  | 0                  | 13            | 0       | –             | –      | 47            | 1        |
| 2007–08          | Milan            | Serie A          | 31            | 1    | 1                  | 0                  | 8             | 0       | 3             | 0      | 43            | 1        |
| 2008–09          | Milan            | Serie A          | 12            | 0    | 0                  | 0                  | 4             | 1       | –             | –      | 16            | 1        |
| 2009–10          | Milan            | Serie A          | 22            | 0    | 1                  | 0                  | 1             | 0       | –             | –      | 24            | 0        |
| 2010–11          | Milan            | Serie A          | 31            | 2    | 2                  | 0                  | 5             | 0       | –             | –      | 38            | 2        |
| 2011–12          | Milan            | Serie A          | 6             | 0    | 0                  | 0                  | 0             | 0       | 1             | 0      | 7             | 0        |
| Svájc            | Svájc            | Svájc            | Liga          | Liga | Swiss Cup          | Swiss Cup          | Európai       | Európai | egyéb         | egyéb  | Összesen      | Összesen |
| 2012–13          | Sion             | Super League     | 27            | 1    | 5                  | 0                  | –             | –       | –             | –      | 32            | 1        |
| Összesen         | Perugia          | Perugia          | 10            | 0    | 0                  | 0                  | —             | —       | —             | —      | 10            | 0        |
| Összesen         | Rangers          | Rangers          | 34            | 3    | 4                  | 0                  | 7             | 2       | 4             | 0      | 51            | 5        |
| Összesen         | Salernitana      | Salernitana      | 25            | 0    | 0                  | 0                  | —             | —       | —             | —      | 25            | 0        |
| Összesen         | Milan            | Milan            | 335           | 9    | 26                 | 0                  | 99            | 2       | 8             | 0      | 468           | 11       |
| Összesen         | Sion             | Sion             | 27            | 1    | 5                  | 0                  | —             | —       | —             | —      | 32            | 1        |
| Karrier Összesen | Karrier Összesen | Karrier Összesen | 431           | 13   | 37                 | 0                  | 106           | 4       | 12            | 0      | 586           | 17       |

### A válogatottban
| Olaszország | Olaszország   | Olaszország |
| Év          | Pályára lépés | Gól         |
| ----------- | ------------- | ----------- |
| 2000        | 6             | 1           |
| 2001        | 3             | 0           |
| 2002        | 10            | 0           |
| 2003        | 4             | 0           |
| 2004        | 9             | 0           |
| 2005        | 8             | 0           |
| 2006        | 10            | 0           |
| 2007        | 6             | 0           |
| 2008        | 9             | 0           |
| 2009        | 5             | 0           |
| 2010        | 3             | 0           |
| Összesen    | 73            | 1           |

### Góljai a válogatottban
| #  | Dátum              | Helyszín                           | Ellenfél | Gól | Eredmény | Verseny             |
| -- | ------------------ | ---------------------------------- | -------- | --- | -------- | ------------------- |
| 1. | 2000. november 15. | Alpok Stadion, Torino, Olaszország | Anglia   | 1–0 | 1–0      | Barátságos mérkőzés |

## Edzői statisztika
2024. február 19-én lett frissítve.
| Csapat    | Nemzet        | –tól                 | –ig                  | Eredményességi mutató | Eredményességi mutató | Eredményességi mutató | Eredményességi mutató | Eredményességi mutató | Eredményességi mutató | Eredményességi mutató | Eredményességi mutató | Eredményességi mutató |
| Csapat    | Nemzet        | –tól                 | –ig                  | M                     | Gy                    | D                     | V                     | RG                    | KG                    | GK                    | Győz. %               |                       |
| --------- | ------------- | -------------------- | -------------------- | --------------------- | --------------------- | --------------------- | --------------------- | --------------------- | --------------------- | --------------------- | --------------------- | --------------------- |
| Sion      | svájc         | 2013. február 25.    | 2013. május 13.      | 12                    | 3                     | 4                     | 5                     | 10                    | 15                    | −5                    | 25                    |                       |
| Palermo   | olasz         | 2013. május 19.      | 2013. szeptember 25. | 8                     | 3                     | 1                     | 4                     | 10                    | 9                     | +1                    | 37.5                  |                       |
| ÓFI Kréta | görög         | 2014. június 5.      | 2014. december 30.   | 17                    | 5                     | 3                     | 9                     | 11                    | 24                    | −13                   | 29.41                 |                       |
| Pisa      | olasz         | 2015. augusztus 20.  | 2017. május 26.      | 86                    | 28                    | 35                    | 23                    | 81                    | 72                    | +9                    | 32.56                 |                       |
| Milan     | olasz         | 2017. november 27.   | 2019. május 28.      | 83                    | 40                    | 23                    | 20                    | 117                   | 82                    | +35                   | 48.19                 |                       |
| Napoli    | olasz         | 2019. december 11.   | 2021. június 30.     | 81                    | 46                    | 13                    | 22                    | 147                   | 93                    | +54                   | 56.79                 |                       |
| Valencia  | spanyol       | 2022. június 9.      | 2023. január 30.     | 22                    | 7                     | 6                     | 9                     | 34                    | 25                    | +9                    | 31.82                 |                       |
| Marseille | Franciaország | 2023. szeptember 27. | 2024. február 19.    | 24                    | 9                     | 9                     | 6                     | 37                    | 26                    | +11                   | 37.5                  |                       |
| összesen  | összesen      | összesen             | összesen             | 333                   | 141                   | 94                    | 98                    | 447                   | 346                   | +101                  | 42.34                 |                       |